# Zdeněk Kudrna (motocyklový závodník)
Zdeněk Kudrna (2. září 1946, Čisovice – 1. června 1982, Stadskanaal) byl československý motocyklový závodník, reprezentant v ploché dráze a ledové ploché dráze. Tragicky zahynul po havárii následkem technické závady motocyklu (zaseknutý plyn) při semifinále mistrovství světa na travnaté ploché dráze v Holandsku v poslední jízdě dne, kdy již měl zajištěný postup.

## Závodní kariéra
Začínal s motokrosem, plochou dráhu jezdil až od 26 let. V mistrovství světa jednotlivců na ledové ploché dráze v letech 1977 a 1979 v Inzellu skončil na třetím místě. V mistrovství světa jednotlivců na ploché dráze v roce 1979 v Chorzowě skončil na sedmém místě. V mistrovství světa družstev (s Jiřím Štanclem, Alešem Drymlem, Václavem Vernerem a Petrem Ondrašíkem) skončil v roce 1979 v Londýně na třetím místě a v roce 1980 ve Wroclawi se stejnými spolujezdci skončil čtvrtý. Byl šestinásobným mistrem Československa na ledové ploché dráze. V britské profesionální lize jezdil v roce 1979 za tým Exeter Falcons a v letech 1980 1982 za tým Brimingham Brummies. V Československu jezdil za Rudou hvězdu Praha.